# Баки Барнс
Ба́ки (англ. Bucky) — имя нескольких персонажей, появлявшихся в комиксах компании Marvel Comics. Оригинальный — Джеймс Бьюкенен (Баки) Барнс (англ. James Buchanan "Bucky" Barnes) был создан Джо Саймоном и Джеком Кёрби как друг Капитана Америки и впервые появился в Captain America Comics #1 в марте 1941 года. В 2005 году оригинальный Баки был возвращён после предполагаемой смерти как Зимний солдат (англ. Winter Soldier), а в 2008 году после смерти Стива Роджерса стал Капитаном Америка.

## История публикаций
Во время создания первых эскизов приключений Капитана Америки для Marvel Comics художник Джо Саймон включил в них молодого напарника Роджерса.

«Имя персонажа-напарника было просто Баки, как у моего школьного друга Баки Пирсона, звезды баскетбольной команды».
— Джо Саймон
После дебюта персонажа в Captain America Comics № 1 в марте 1941 года Баки Барнс появился наряду с другими, более известными персонажами серии, а также стал членом команды юных героев Молодые союзники. После окончания войны, когда популярность супергероев пошла на спад, Баки появился вместе с Капитаном Америкой в двух опубликованных выпусках приключений первой команды супергероев Timely/Marvel — Отряд Победителей, в выпусках All Winners Comics № 19 и 21 (осень—зима 1946 года). В 1948 году Баки предположительно погиб (позже выяснилось, что он был тяжело ранен и лишился руки), и его место напарника Стива Роджерса заняла его подруга, Бетси Росс, которая стала известна как Золотая Девочка. Комикс о Капитане Америке закончился после № 75 в 1950 году, после того, как жанр супергероев перестал быть популярным.
Капитан Америка и Баки вернулись в декабре 1953 года вместе с другими персонажами Timely Comics в выпуске Young Men № 24, опубликованном уже Marvel Comics совместно с Atlas Comics. Вместе с «Капитаном Америкой — сокрушителем коммунистов» Баки появился в двух выпусках, номера которых продолжали нумерацию прерванной серии, а также в нескольких сюжетах, опубликованных в течение года. Но в связи с низким уровнем продаж серия была прекращена после выпуска Captain America № 78 в сентябре 1954 года.
Серия получила продолжение, начиная с The Avengers № 4 (март, 1964 года), где пояснялось, что Капитан Америка и Баки Барнс пропали без вести после Второй мировой войны и были тайно заменены по приказу тогдашнего американского президента Гарри Трумэна, но под теми же псевдонимами. Баки же был введён в состояние анабиоза, о чём он вспоминает в The Avengers № 56 в сентябре 1968 года.
В 2005 году автор серии о Капитане Америке Эд Брубейкер вернул Барнса в сюжет после его предполагаемой смерти после войны. По новой версии, официальный статус Баки как подручного Капитана Америки был лишь прикрытием — в шестнадцать лет он был обучен навыкам шпионажа, владению оружием и технике убийств.
Смерть Баки была заметной и была отмечена как одна из немногих окончательных смертей супергероев комиксов, которые не были возвращены через некоторое время. Среди поклонников комиксов существовал афоризм, который назывался «Условие Баки»: «Никто не останется мёртвым, кроме Баки, Джейсона Тодда и дяди Бена». 
Позже смерть Баки объяснялась тем, что во вселенной Marvel фактически нет таких юных напарников супергероев, потому что это идёт вразрез с их взглядами: ответственность супергероя за напарника чересчур велика, как и уровень опасности для молодого партнёра. Одним из противников введения помощников супергероев был Стэн Ли, который в 1970-х годах сказал, что «проблема появления подростка-напарника у супергероя была как мозоль на пятке». Роджер Стерн и Джо Бирн, напротив, обдумывали вариант возвращения Барнса, прежде чем окончательно отвергнуть персонаж. В 1990-х года, один из создателей Джек Кёрби на вопрос о разговорах по поводу возвращения Баки ответил: «Я не против того, чтобы Баки вернулся. Он символизирует подростка, и сам он вечный подросток; он универсальный персонаж».
В 2005 году Баки вернулся в качестве наёмника — Зимнего солдата, а в 2008 году, после предполагаемой смерти Капитана Америки, Баки стал его преемником — новым Капитаном Америкой, кем и оставался и после возвращения Стива Роджерса. Вскоре Баки обвинили в преступлениях, совершённых им в качестве Зимнего солдата. Он был арестован. В кроссовере 2011 года Fear Itself Баки погиб, однако вскоре оказалось, что он жив. Поскольку официально он числился преступником, и никто, кроме Стива, Ника Фьюри и Вдовы, не знал о том, что он не умер, Баки ушёл в подполье.

## Биография

### Происхождение и Вторая мировая война
Джеймс Барнс родился в Шелбивиле (штат Индиана) 10 марта 1917 года. Он рано остался сиротой: его мать умерла, когда он был ребёнком, а отец военнослужащий погиб во время одной из тренировок в военном лагере в 1937 году. Джеймс остался жить в лагере, всячески помогал солдатам и был для них своего рода талисманом. Став подростком, он за короткий срок стал подкованным в военной жизни и вскоре познакомился с молодым и неопытным солдатом Стивом Роджерсом. Это случилось в то время, когда сообщения о таинственном Капитане Америке стали появляться в газетах и сводках новостей. Барнс восхищался Капитаном Америкой и с интересом слушал все новости о нём.
В 1940 году Баки случайно увидел, как Стив Роджерс надевал костюм Капитана Америки. Баки пообещал сохранить секрет Роджерса и, после того как прошёл курс обучения, стал напарником Капитана Америки. В тот момент Барнсу было всего 23 года, и он стал символом для американской молодёжи тех времён. Вместе с Роджерсом он сражался против Красного Черепа. В течение нескольких месяцев он тренировался под началом Капитана Америки. Они боролись с нацистами в Соединённых Штатах и за рубежом, вместе входили в организацию Захватчики, в составе которой противостояли Мастер Мэну. В это же время Баки и другие подручные супергероев объединились в команду Молодые союзники.
В конце войны, в 1945 году, Баки и Капитан Америка пытались остановить злодея по имени Барон Земо от похищения экспериментального беспилотного летательного аппарата. Земо запустил самолёт, поместив в него взрывчатку. Баки, оказавшийся вместе с Роджерсом на борту самолёта, попытался обезвредить бомбу, но она взорвалась в воздухе, не достигнув намеченной цели. Баки предположительно погиб во взрыве, Роджерс погрузился в ледяные воды Атлантического океана и впал в анабиоз. Позже Мстители вызволили тело Капитана Америки изо льдов.
Много лет спустя, Капитан Америка узнал, что у Баки была сестра, Ребекка, с которой его разлучили в детстве. После своей предполагаемой смерти Баки появился лишь однажды — во время нападения Грандмастера, когда тот возродил убитых друзей и врагов Мстителей в виде иллюзий. Стив Роджерс сражался с Баки и одержал победу, после чего иллюзия исчезла.

### Зимний солдат
В 2005 году Marvel выпустил новую серию «Капитан Америка» (том 5) с писателем Эдом Брубейкером, который показал, что Баки не умер во Второй мировой войне. 

Баки Барнс в качестве Зимнего солдата.

После взрыва самолёта генерал Василий Карпов и экипаж советской подводной лодки нашли сохранившееся тело Баки. Выяснилось, что после взрыва он выжил, успев выпрыгнуть из самолёта, но потерял при этом левую руку. Также у него обнаружилось повреждение мозга и амнезия. Баки перевезли в Москву и ввели в состояние анабиоза. В 1955 году Баки вернулся, советские учёные создали ему бионическую руку, которая заменила ему настоящую и дала некоторые дополнительные способности.
Не помня ничего о своём прошлом, Баки превратился в наёмника Департамента Икс — Зимнего Солдата. Став идеальным убийцей, он работал на правительство США и против него. Будучи советским агентом, имел непродолжительные отношения с «Чёрной вдовой» Натальей Романовой. В свободное от миссий время Зимнего солдата помещали в криогенную капсулу, где он хранился в состоянии анабиоза, чтобы замедлить старение.
В 1968 году Зимний солдат убил Джан Чин, с которой он познакомился во время Второй мировой. Известно, что он также помог Росомахе в побеге из программы «Оружие икс», а также убил его беременную жену Итсу, но сын Дакен сумел выжить.
По приказу бывшего советского генерала Александра Лукина Зимний солдат должен был убить Красного Черепа и Джека Монро и забрать у них Космический куб. Взорвав бомбу в Филадельфии (штат Пенсильвания), Барнс убил сотни людей, но добыл Куб для Лукина. Во время расследования Ник Фьюри узнаёт о существовании советского агента по имени Зимний Солдат, а позже Капитан Америка выясняет его настоящую личность. Он выслеживает Барнса и с помощью Куба возвращает ему воспоминания. Вспомнив прошлое, Баки терзается чувством вины за совершённые убийства в качестве наёмника и с помощью Куба телепортируется в старый военный лагерь, в котором рос.
После этого Барнс появляется в Лондоне и помогает Капитану Америке в отражении террористического нападения. Он просит Ника Фьюри дать ему работу, а также починить его бионическую руку. После событий Гражданской войны супергероев помогает Фьюри спланировать побег арестованного Стива Роджерса. Прежде чем им удаётся довести план до конца, Стив Роджерс погибает. Баки жаждет отомстить за смерть друга и напарника, решив убить Тони Старка — лидера супергероев, выступавших за регистрацию. Выяснив, что Старк уполномочен назначить нового Капитана Америку, Зимний Солдат крадёт вибраниумо-стальной щит Роджерса у своей бывшей возлюбленной Чёрной вдовы. Барнс отправился в Россию, чтобы найти Лукина и узнать, что он и есть Красный Череп, после того как его сознание переместилось в Лукина посредством силы Куба. Барнс был схвачен солдатами Лукина, но ему удалось противостоять силе психиатра доктора Фаустуса.

### Новый Капитан Америка
После побега от Доктора Фаустуса Баки арестовывают агенты Щ. И. Т., но ему удалось сбежать и напасть на Тони Старка, которого он обвинял в смерти Стива Роджерса. Баки удалось деактивировать его броню, но во время схватки он узнал о конверте, который передал Старку Стив Роджерс незадолго до своей смерти. В письме Роджерс просил Старка присмотреть за Баки, не дать ему окунуться в гнев, злость и месть и проследить, чтобы костюм Капитана Америки достался ему. Старк предлагает Баки принять должность Капитана Америки, и тот соглашается только при выполнении двух условий: он будет работать в полной автономии и станет независимым агентом, и все организации, включая Щ. И. Т. и Инициативу, не будут требовать от него отчёта о действиях и отдавать приказы. Такая договорённость является незаконной и идёт вразрез с законом о регистрации супергероев, который поддерживал Тони Старк во время Гражданской войны. Несмотря на это, Старк соглашается и оказывает всяческую поддержку новому Капитану Америке, личность которого теперь скрывается. Баки надевает новый костюм с адамантиевым покрытием, а также носит пистолет и нож. Баки и его союзники противостоят Красному Черепу и успешно спасают кандидата в президенты от убийства. В то же время у него снова начинают развиваться романтические отношения с Чёрной вдовой.

## Силы и способности
Баки в превосходной физической форме. Во время Второй мировой войны он приобрёл навыки владения боевыми искусствами, огнестрельным и холодным оружием, гранатами, не раз демонстрировал точность выстрелов даже в сложных погодных условиях. Кроме этого Баки — отличный разведчик, и во время периода пребывания Зимним солдатом он улучшил свои навыки слежки и шпионажа. Он владеет несколькими языками, включая испанский, португальский, французский, японский.
Левая рука Барнса — бионическая, которая способна функционировать, даже если отделена от тела. Она даёт ему некоторые дополнительные возможности, к примеру, увеличенную силу, способность выпускать электрический заряд, генерировать электромагнитные импульсы, способные выводить из строя электронику. На его левой ладони находятся излучатели, которые позволяют скрывать металлические предметы (оружие, ножи) при прохождении через металлодетекторы. Ник Фьюри при помощи системы голограмм замаскировал его руку так, чтобы она выглядела как настоящая.
Как Капитан Америка Баки владеет уникальным щитом из вибраниумо-стального сплава и амортизирующим костюмом из кевлара и с адамантиевым покрытием. Кроме щита Баки часто пользуется метательными ножами, гранатами и огнестрельным оружием.

## Вне комиксов

### Телевидение
Мультсериалы с участием Баки:
- «Супергерои Marvel» (1966) — Баки появлялся во время серий о Капитане Америке.
- «Мстители: Могучие Герои Земли» (2010) — озвучен актёрами Скоттом Мэнвилом (молодой Баки) и Джоном Карри (Зимний Солдат).
- «Супергеройский отряд» (2009 — 2011) — озвучен актёром Родом Келлером.
- «Мстители, общий сбор!» (2013) — Баки появляется одним из героев мультсериала как Зимний Солдат. В 5 сезоне нанят Железным Человеком чтобы остановить Черную пантеру(который по мнению Железного Человека повинен в гибели Капитана Америки за свои тайны) что и удалось, хоть и с трудом. Озвучен Бобом Бергеном.
- «Совершенный Человек-паук» (2012) — он появился в качестве камео Баки в эпизоде Академия Щ. И. Т.а. Человек-паук хочет узнать информацию у Уиззера о Арниме Золе. Уиззер показывает вырезки газет, на одной можно заметить Баки.

### Мультипликация
- Баки появился в полнометражном анимационном фильме «Ultimate Мстители» (2006).
- Зимний Солдат появляется в аниме Marvel Future Avengers.

### Кино

#### Кинематографическая вселенная Marvel
В кинематографической вселенной Marvel роль Баки Барнса исполняет актёр Себастиан Стэн. Актёр подписал контракт на съёмки в общей сложности в девяти фильмах Marvel.
- Дебют Баки состоялся в фильме 2011 года «Первый мститель»[22]. Здесь он представлен как лучший друг Стива Роджерса ещё с детских лет и всегда защищал его от хулиганов, с которыми Стив самоотверженно пытался сражаться, несмотря на маленький рост и слабый организм. По ходу фильма его и несколько десятков других солдат похищает Красный Череп, и Стив в одиночку прибывает к ним на подмогу. Баки сильно ошарашен трансформацией друга в высокого и спортивного бойца, но всё равно продолжает относиться к нему как раньше, хотя и замечает, что теперь сам стал незаметным на его фоне. Баки вступает в отряд «Ревущих коммандос», при этом нося синюю куртку-мундир, похожую на его костюм из комиксов. В ходе операции по поимке Арнима Золы Баки срывается с поезда на огромной высоте и предположительно разбивается, мотивируя Стива закончить начатое.
- В сиквеле фильма «Первый мститель» — «Первый мститель: Другая война» (2014) выясняется, что Баки на самом деле выжил после падения, но потерял память и левую руку. Он был найден ГИДРОЙ и превращён в Зимнего солдата. Его большую часть времени держали в криокапсуле, пробуждая лишь для заданий и тренировок новых бойцов, поэтому он также почти не постарел за 70 лет. Во время событий фильма его отправляют убить нескольких неугодных ГИДРЕ политиков, а затем Капитана Америку. В ходе боя с Солдатом Стив сбивает с него маску и узнаёт Баки, но тот не узнаёт ни Стива, ни своего имени. Позднее, во время лечения в убежище, к нему приходят отдельные воспоминания о Стиве и своём нахождении, но ему вновь стирают память и он отправляется завершить задание. Стив отказывается драться с лучшим другом, ограничиваясь самообороной и рассказывая Баки о его личности. В итоге Барнс спасает Стива от смерти в воде, а в конце приходит в музей его имени, где читает лекцию о себе и тем самым частично возвращает себе память.
- Баки появляется в сцене после титров фильма «Человек-муравей» (2015).
- В фильме «Первый мститель: Противостояние» 2016 года Баки снова становится одним из главных персонажей[23]. Хотя память к нему постепенно возвращается, он всё ещё живёт отдельно и не контактирует со Стивом. Когда его обвиняют во взрыве штаб-квартиры ООН в Вене по случаю ратификации Заковианского договора, Стив отправляется к нему с целью поговорить. Видя, что Баки невиновен, Стив решается ему помочь, что окончательно приходит к расколу Мстителей на две части. Выясняется, что ГИДРА вшила в Баки специальную программу зомбирования, которая после произнесения нескольких кодовых слов активирует его на выполнение любых приказов без раздумий. Когда Баки ловят и помещают под арест, к нему под видом психиатра приходит Гельмут Земо (подлинный виновник взрыва саммита), который произносит вышеупомянутый код и заставляет Баки нападать на всех, кто в здании, а сам скрывается. Стив вырубает Баки и вместе с Соколом уносит. Позже Баки приходит в себя и рассказывает им о коде ГИДРЫ, после чего Стив пополняет свой внезаконный отряд Мстителей ещё тремя людьми (Алой Ведьмой, Соколиным глазом и Человеком-муравьём) и отправляется в следующее место назначения Земо — лабораторию Гидры с другими солдатами, подобными Баки. В аэропорту им приходится вступить в бой с бывшими товарищами (к которыми присоединился Человек-паук), а Баки — с Чёрной пантерой, который хочет лично отомстить за отца. В итоге весь отряд, кроме Стива и Баки, оказывается пойман. Прилетев на место назначения, они на пару минут предаются воспоминаниям, в вскоре к ним присоединяется Тони, наконец узнавший правду. Выясняется, что Земо убил всех прочих суперсолдат ГИДРЫ, а его подлинной целью было насмерть стравить Мстителей, чтобы отомстить за смерть своей семьи в ходе конфликта с Альтроном. Кроме того, он открывает, что среди жертв Баки были и родители Тони — Говард и Мария Старк. Тони приходит в ярость и начинает атаковать Барнса ради мести за родителей, в итоге уничтожив его механическую руку, но Стив одолевает Тони, понимая, что Баки не был виноват в содеянном. В конце фильма Т’Чалла, узнавший правду и арестовавший Земо, соглашается спрятать Баки у себя в Ваканде и вылечить его от программы Гидры.
- Баки появился в сцене после титров фильма «Чёрная пантера», где он продолжает своё лечение.
- Стэн повторил роль Баки в фильме «Мстители: Война бесконечности», где его также называют Белый Волк. По сюжету он помогает героям оборонять Ваканду от армии Таноса. Он получил от учёных Ваканды новую механическую руку из вибраниума и вновь вступил во фракцию Мстителей Роджерса. В конце он превращается в пепел после того, как Танос получил 6 камней бесконечности.
- Баки появляется в фильме «Мстители: Финал», когда щелчок Железного человека возвращает к жизни всех исчезнувших после щелчка Таноса.
- В сериале про Сокола и Зимнего солдата, который вышел в марте 2021 года, раскрывается дальнейшая судьба Баки. Он получил полное помилование и продолжает адаптироваться к новому времени без умершего Стива. Однако затем на него сваливается вынужденное партнёрство с Соколом, когда в мире начинает бесчинствовать террористическая организация Крушители Флагов. Кроме того, правительство назначает новым Капитаном Америкой не совсем стабильного бойца Джона Уокера, что очень злит Баки. В итоге, когда Уокер доходит до крайности и убивает одного из Крушителей Флагов, Баки и Сэм вступают с ним в бой за щит Стива, в котором одерживают победу. После этого власти отстраняют Уокера от звания Капитана Америки, и его принимает Сэм.
- Баки появится в будущем фильме  Громовержцы

### Видеоигры
- В игре  Marvel: Contest of Champions Баки появляется как Зимний Солдат.
- В игре Marvel: Ultimate Alliance Баки, озвученный американским актёром Криспином Фриманом, выступает как Зимний Солдат.
- В игре Marvel: Ultimate Alliance 2 Баки появляется как Зимний Солдат.
- В игре Marvel Super Hero Squad: The Infinity Gauntlet Баки был озвучен Родом Келлером.
- В DLC версии Lego Marvel Super Heroes Баки является управляемым персонажем.
- В игре Marvel Heroes 2015 Баки появляется как Зимний Солдат и также является игровым персонажем.
- В игре Broforce Баки появляется как Зимний Солдат, является управляемым персонажем.
- В игре Lego Marvel`s Avengers Баки появляется как Зимний Солдат и сам является игровым персонажем
- В игре Marvel: Future Fight Баки появляется как Зимний Солдат, является играбельным персонажем.
- В игре Lego Marvel Super Heroes 2 появляется как Зимний Солдат из КВМ.
- В Marvel vs. Capcom: Infinite Баки, как Зимний Солдат, доступен как играбельный персонаж посредством DLC.
- В игре Marvel Rivals Зимний Солдат является одним из игровых персонажей

## Критика и отзывы
В мае 2011 года Баки занял 53 место в списке «100 лучших героев комиксов по версии КлинокМолнии IGN».